# Marente de Moor
Marente de Moor (L'Aia, 1972) è una scrittrice e giornalista olandese d'origine olandese.

## Biografia
Figlia della scrittrice Margriet de Moor e dell'artista Heppe de Moor, è nata nel 1972 a L'Aia.
Dopo aver studiato lingua e letteratura slava all'Università di Amsterdam, ha vissuto in Russia negli anni '90, studiando teatro e lavorando come corrispondente a San Pietroburgo per il De Groene Amsterdammer.
Dopo Petersburgse vertellingen, raccolta degli articoli scritti in Russia, ha esordito nella narrativa nel 2007 con il romanzo De overtreder e in seguito ha pubblicato una raccolta di saggi ed altri tre romanzi.
Tra i premi ottenuti si ricordano l'AKO Literatuurprijs del 2011 e il Premio letterario dell'Unione europea del 2014 ;ottenuti entrambi per La vergine olandese.

## Opere

### Romanzi
- De overtreder (2007)
- De Nederlandse maagd, Amsterdam, Querido, 2010, ISBN 978-90-214-3842-9.
  -  La vergine olandese, traduzione di Stefano Musilli, Roma, Del Vecchio Editore, 2016, ISBN 978-88-6110-169-2.
- Roundhay, tuinscène (2013)
- Foon (2018)
- De schoft (2023)

### Racconti
- Gezellige verhalen (2015)

### Saggi
- Petersburgse vertellingen (1999)
- Kleine vogel, grote man (2013)

## Premi e riconoscimenti
- AKO Literatuurprijs: 2011 vincitrice con La vergine olandese
- Premio letterario dell'Unione europea: 2014 vincitrice con La vergine olandese